# Ibanez
Ibanez (アイバニーズ, Aibanīzu) è un marchio sotto cui l'azienda giapponese Hoshino Gakki Co.LTD. produce chitarre e bassi, sia elettrici che acustici.
Produce anche amplificatori, effetti e altri dispositivi elettronici per chitarre e bassi.
Hoshino Gakki produce anche batterie e percussioni sotto il marchio Tama. Ibanez e Tama non esistono sotto forma di stabilimenti di produzione veri e propri, sono solo marchi con cui la Hoshino produce strumenti musicali.
La produzione Ibanez è interamente dislocata nel continente asiatico.

## Nascita del marchio
Nei primi del Novecento, la Hoshino Bookstore di Nagoya, una delle più grandi e fornite librerie dell'intero Giappone, inizia a produrre strumenti musicali di vario genere (organi a pedale, flauti ecc.) da poter vendere insieme agli spartiti nel proprio reparto musicale. Nel 1908, dopo un inatteso boom di vendite, il ventitreenne Yoshitaro Hoshino decide di fondare la Hoshino Gakki Ten, un'azienda che produrrà strumenti musicali. Nel 1929 la Hoshino Gakki Ten inizia ad importare chitarre classiche di produzione spagnola, le Salvador Ibáñez e Hijos, dal nome del fondatore. Hoshino iniziò la propria produzione nel 1935. Chiamò le sue chitarre "Ibáñez Salvador" e, più tardi "Ibanez". Questo è il momento in cui nasce ufficialmente la Ibanez.

## Produzione
La Ibanez produce in quel periodo esclusivamente chitarre classiche, fino circa agli anni sessanta in cui iniziano le prime copie dei classici del tempo, Gibson, Fender, Rickenbacker, Gretsch ecc.
Intorno agli anni settanta la Ibanez fece un grande salto di qualità e iniziò a sfornare prodotti ottimi a prezzi stracciati. Fu inoltre la prima azienda ad offrire ai clienti dei negozi strumenti perfettamente settati, contrariamente alle rivali blasonate. Questo può apparentemente sembrare un dettaglio, in realtà fece la differenza nel numero di vendite, esattamente quanto i prezzi convenienti. I grandi marchi corsero quindi ai ripari, vietando alla Ibanez di riprodurre i propri modelli. Verso la metà degli anni settanta la Ibanez inizia a sfornare modelli propri, molti dei quali sarebbero poi divenuti dei classici, come la Iceman e la Artist.

Alcuni dei chitarristi più famosi, come Jerry Garcia e Bob Weir dei Grateful Dead, iniziano ad offrire la loro immagine alla Ibanez. Nascono così i primi endorsement.

## Strumenti
Negli anni ottanta la Ibanez produce modelli sempre più versati alla moda del momento, lo "shred" e il virtuosismo, pur cercando di mantenere rapporti col mondo del jazz. George Benson e Pat Metheny utilizzavano già chitarre Ibanez.
Ben presto il marchio diventa uno dei leader del mercato con modelli rivoluzionari e molto apprezzati dai musicisti professionisti. Sul finire degli anni ottanta diventa anche sinonimo di innovazione, avanguardia e irriverenza nei confronti della tradizione. Nasce infatti il modello JEM dal look scioccante, disegnato da Steve Vai. Da questa nasce poi la versione meno costosa, denominata RG, da allora il vero simbolo della Ibanez, e ormai diventato un classico al pari della Fender Stratocaster o della Gibson Les Paul.
Tra le tantissime novità immesse nel mercato della chitarra elettrica, la Ibanez ha introdotto nuovi modelli di ponti tremolo derivanti dall'ottimizzazione del sistema Floyd Rose (è recente l'introduzione di un modello con cuscinetti a sfera, ZR - Zero Resistance Tremolo), manici dai profili ultrasottili (come il manico Wizard, introdotto nel 1987, dallo spessore di appena 17 millimetri al primo tasto), pick-up prestanti (solitamente DiMarzio nei modelli di punta) e forme tendenzialmente aggressive o estremamente ergonomiche, che la rendono presto il modello preferito dai virtuosi. Altro merito è stato quello di aver portato alla diffusione del modello a 7 corde (Universe o RG7), la cui prima apparizione nella storia fu nei primi anni del XX secolo ad opera di alcuni jazzisti, ma poi presto dimenticato. Steve Vai è stato il più illustre utilizzatore di questo modello, uscito nel 1991.
Dal 2007, è in produzione anche un modello a 8 corde (RG2228) usato soprattutto nel metal, che oltre alla settima corda del Si basso, presenta anche un'ottava corda, il Fa# basso. Da segnalare come novità del 2009, uno strumento a metà tra chitarra e basso, o basso a 7 corde, l'SR7VIISC, vero e proprio ibrido con manico scala 30 pollici, pick-up Seymour Duncan ed equalizzazione attiva.
Nel 2010 Ibanez ha rilanciato la serie RG eliminando alcuni modelli, come la RG320DX, e aggiungendo nuove finiture soprattutto alla serie RG prestige. Vengono raffinate alcune chitarre della serie Artcore, e la serie RGA acquista sette nuovi modelli, tra cui una 8 corde, una 7 corde, e alcune con ponte tremolo. La RGD, che si rifà alle RG seppur con smussi agli spigoli più accentuati per garantire una maggiore ergonomia, e per l'idea che sta alla base di questa chitarra: suonare con accordature ribassate rispetto alla accordatura standard, ad esempio la drop-D (accordatura abbassata in Re), da cui la D nel nome; queste chitarre hanno una scala maggiore rispetto alla media delle chitarre, pick-up appositi per riuscire a suonare anche con note molto basse e molto potenti, adatte per il metal.

## Amplificatori
Oltre a bassi e chitarre elettriche e acustiche, l'Ibanez produce varie serie di amplificatori, dedicate a basso, chitarra acustica e chitarra elettrica; nel catalogo sono presenti amplificatori valvolari, ibridi e a transistor.

## Effetti
Tra i tanti altri meriti, la Ibanez vanta quello di aver creato il Tubescreamer, effetto overdrive a pedale per chitarra reso celebre da esponenti del blues come Stevie Ray Vaughan. Il TubeScreamer è divenuto popolare nei primi anni ottanta. La versione TS808 è la più famosa, e la riedizione in chiave più moderna, la TS09, è la base di partenza per tutti gli overdrive moderni che si rifanno a questo come suono e concezione costruttiva.
Tra i pedali signature spiccano il Jemini di Steve Vai, un pedale che incorpora due distorsori, il Flanger AF2 di Paul Gilbert, e il rivoluzionario wah wah WD7. Ibanez produce anche il Tube King, un distorsore completamente valvolare pensato per suonare dall'hard rock fino al metal più estremo.
Tra i musicisti di spicco nel panorama musicale mondiale che hanno ufficialmente usato o usano strumenti Ibanez si ricordano:
- Alex Skolnick (Alex Skolnick Trio, Testament)
- Andy Timmons (ex-Danger Danger, solista)
- Barry Stock (Three Days Grace)
- Blues Saraceno
- Bob Weir (Grateful Dead)
- Brad Delson (Linkin Park)
- Brian Maillard (Solid Vision)
- Carlo SARI (The Moscardins)
- Cesareo (Elio e le Storie Tese)
- Chris Broderick (ex-Megadeth, Act of Defiance)
- Daron Malakian (System of a Down, Daron Malakian and Scars on Broadway)
- Dave Navarro (Jane's Addiction)
- Dino Cazares (Fear Factory, ex-Brujeria, ex-Asesino, Divine Heresy)
- Doug Wimbish (Living Colour)
- Elias Viljanen (Sonata Arctica)
- Fabrizio Leo (Eros Ramazzotti)
- Fredrik Thordendal e Mårten Hagström (Meshuggah)
- Gary Willis
- George Benson
- Giacomo Castellano (Gianna Nannini, Adriano Celentano, Vasco Rossi)
- Herman Li e Sam Totman (Dragonforce)
- James "Munky" Shaffer e Brian "Head" Welch (Korn)
- James Murphy (ex-Death, ex-Obituary)
- Jani Liimatainen (ex-Sonata Arctica, Sydänpuu)
- Joe Satriani
- John Petrucci (Dream Theater)
- John Scofield
- Kiko Loureiro (ex-Angra, Megadeth, solista
- Kirk Hammett (Metallica)
- Marco Coti Zelati (Lacuna Coil)
- Marty Friedman (ex-Cacophony, ex-Megadeth, solista)
- Matt Bachand (Shadows Fall)
- Mick Thomson (Slipknot)
- Mike Shinoda (Linkin Park)
- Nita Strauss
- Noodles, Greg K. e Dexter Holland (The Offspring)
- Pat Metheny
- Paul Gilbert (Racer X, ex-Mr. Big)
- Paul Gray (Slipknot)
- Paul Stanley (Kiss)
- Paul Waggoner (Between the Buried and Me)
- Quorthon (Bathory)
- Reginald "Fieldy" Arvizu (Korn)
- Riccardo Atzeni (Solid Vision)
- Richie Kotzen (ex-Poison, ex-Mr. Big, solista)
- Ricky Belloni (New Trolls)
- Ricky Portera (Lucio Dalla e solista)
- Rocky George (Suicidal Tendencies, Fishbone)
- Scott Henderson
- Steve Vai
- Tim Henson (Polyphia)
- Timo Tolkki (Revolution Renaissance, ex-Stratovarius)
- Tony MacAlpine
- Verdine White (Earth, Wind and Fire)
- Vinnie Moore
- Wes Borland (Limp Bizkit)
- William Stravato

## Ibanez nella cultura di massa
- Nel film Ritorno al futuro (1985), Michael J. Fox si esibisce con una Ibanez RS430 Roadstar DeLuxe;
- Nel film Ritorno al futuro II (1989), Michael J. Fox si esibisce con una Ibanez AFD Artfield;
- Nel film Gunny (1986), Mario Van Peebles si esibisce con una Ibanez Axstar;
- Nel film Toys - Giocattoli (1992), Joan Cusack si esibisce con una 540Power;
- Nel film Sapore di mare 2 - Un anno dopo (1983), il chitarrista che accompagna Gino Paoli suona una Ibanez GB10BS modello George Benson;
- Nell'episodio Contrabbando della prima stagione di Miami Vice (1984), Glenn Frey suona una Ibanez DT250TR;
- Nell'episodio Versi sciolti della seconda stagione di Miami Vice (1986), Rocky George dei Suicidal Tendencies suona una Ibanez RS1010SL modello Steve Lukather.